# Dom na Trubnoy
Dom na Trubnoy é um filme de comédia soviético de 1928 dirigido por Boris Barnet.

## Enredo
O filme acompanha uma cabeleireira que quer contratar uma empregada doméstica não sindicalizada e escolhe Parasha na aldeia.

## Elenco
- Vera Maretskaya como Parasha Pitunova
- Anel Sudakevich como Marisha
- Ada Vojtsik como Fenya
- Vladimir Fogel como Mr. Golikov
- Elena Tyapkina como Mrs. Golikova
- Vladimir Batalov como Semyon Byvalov
- Pyotr Baksheyev
- Boris Barnet
- Aleksandr Gromov como Fedya
- Sergey Komarov como Lyadov
- Vladimir Uralskiy